# Sessinia notaticollis
Sessinia notaticollis es una especie de coleóptero de la familia Oedemeridae.

## Distribución geográfica
Habita en Etiopía.